# Comté de Hickory
Le comté de Hickory, en anglais : Hickory County, est un comté du Missouri aux États-Unis.